# Hahnia insulana
Hahnia insulana là một loài nhện trong họ Hahniidae.
Loài này thuộc chi Hahnia. Hahnia insulana được Ehrenfried Schenkel-Haas miêu tả năm 1938.